# Cassine xylocarpa
Cassine xylocarpa là một loài thực vật có hoa trong họ Dây gối. Loài này được Vent. mô tả khoa học đầu tiên năm 1803.